# Маньяк (фильм, 1995)
«Маньяк» (англ. Serial Killer) — триллер 1995 года.

## Сюжет
Полицейский Кол Грэйсон и агент ФБР Селби Янгер расследуют дело серийного убийцы Уильяма Моррано. Моррано умен, сообразителен и, в определённой степени, интеллигентен. Благодаря психологическому портрету, составленному Янгер, удаётся выйти на след маньяка. Однако, Моррано уходит от преследования и нападает на Селби у неё дома. В последний момент Янгер спасает вовремя прибывший Грэйсон.
Моррано выносят смертный приговор, который заменяют «общественно полезной работой» — на больном раком маньяке испытывают экспериментальное лекарство.
Проходит два года и Моррано удаётся сбежать. Он начинает охоту на Селби.

## В ролях
- Ким Дилейни — Селби Янгер
- Гэри Хадсон — Кол Грэйсон
- Тобин Белл — Уильям Лучано Моррано
- Пэм Гриер — капитан Мэгги Дэвис
- Марко Родригес — Мэнни Рамирес
- Джоэл Полис — Джек Бланд
- Лаймэн Уорд — доктор Харвард Янковиц
- Синди Пэсс — Марианна Каприато
- Эндрю Прайн — Пэрри Джонс